# Godwin Brumowski

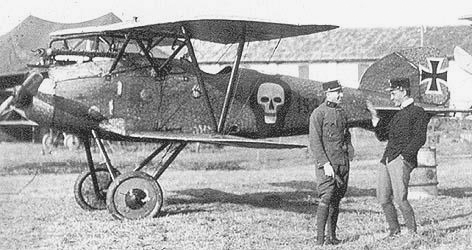
Godwin Brumowski (gauche) et son avion.

Godwin Karol Marian von Brumowski, né le 26 juillet 1889 à Wadowice, mort le 3 juin 1936 à Amsterdam-Schiphol, est un pilote autrichien de l'armée austro-hongroise, as de l'aviation pendant de la Première Guerre mondiale, avec un palmarès 35 victoires homologuées et 8 non confirmées. 
Il meurt à 46 ans en s'écrasant avec son avion à l'aéroport d'Amsterdam-Schiphol.